# Листи Жанни д'Арк

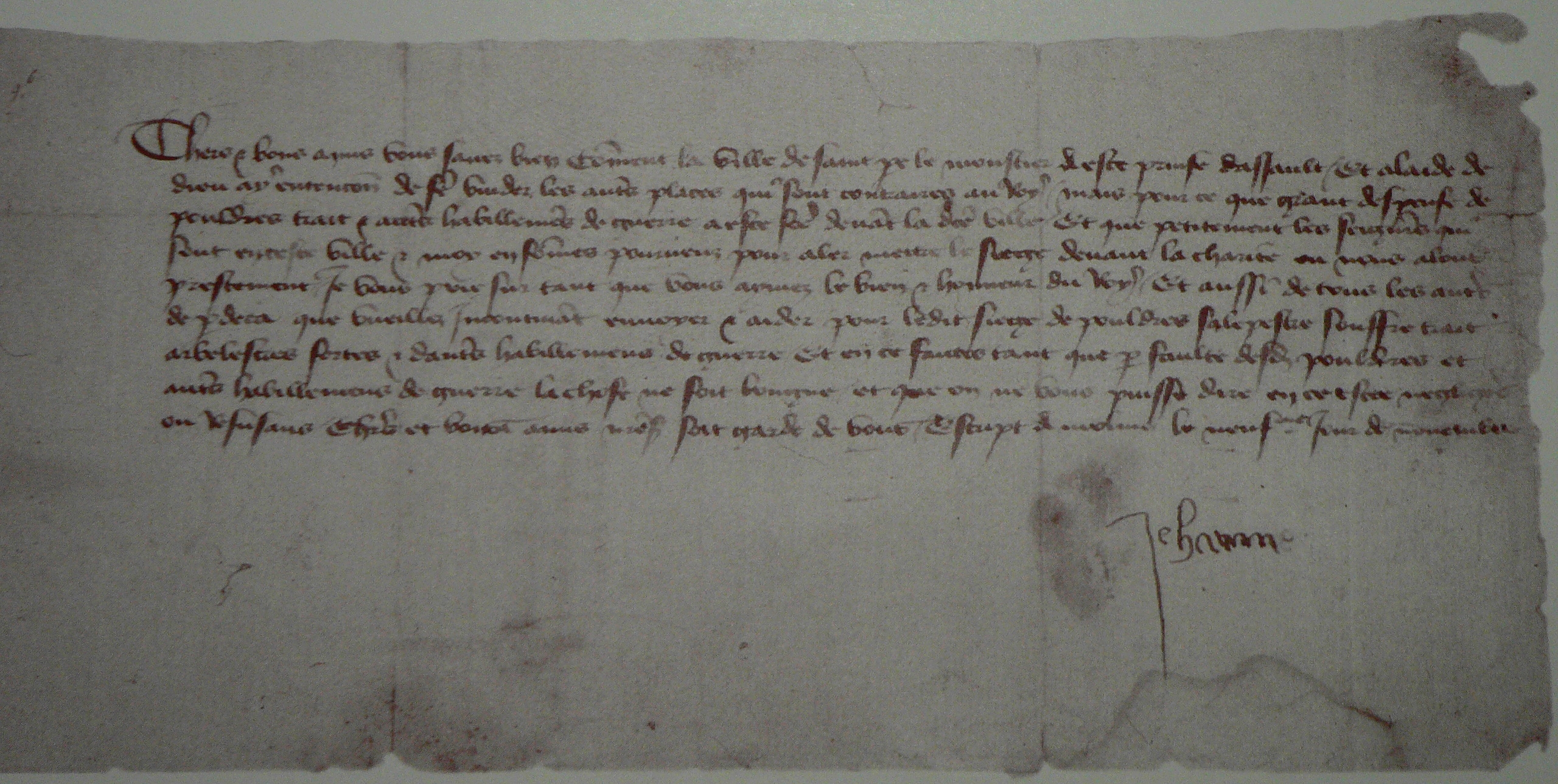
Лист жителям Ріома. 1429

Листи Жанни д'Арк (1429—1431) — рукописні документи, що належать до часу кампанії на Луарі і коронації Карла VII в Реймсі. До нашого часу в оригіналі дійшли п'ять з них, ще сім відомі за копіями і переказами сучасників, причому один з них (лист до гуситів) часто розцінюється як підроблений. Кілька листів вважаються втраченими.
Під час процесу в Пуатьє Жанна д'Арк, сільська дівчина без освіти, свідчила, що «не знає ні А ні Б».
Підпис на її листах вдається відслідкувати починаючи з листа в Ріом, написаного 9 листопада 1429 року.
За гіпотезою графа Конрад де Малессі-Мелон, підтриманою такими значними біографами, як Р. Перну і В. Клен, д'Арк вивчила читання і письмо, скориставшись трьома місяцями перемир'я, з 6 серпня по 9 листопада 1429 року. До того ж, на інквізиційному процесі 1931 року вона вимагала матеріали слідства, не маючи адвоката, який прочитав би їх їй.
Точка зору, що рукою Жанни д'Арк водили при підписі, спростована графологічною експертизою, що встановила одноосібність всіх виконаних підписів, на відміну від текстів листів, котрі диктувалися.

## Листгерцогу Бедфорду(22 березня 1429)
Також відомий як «перший лист англійцям», являв собою пропозицію англійцям почати мирні переговори, надіслану перед легендарною облогою Жанною д'Арк Орлеана.
Оригінал середньофранцузькою не зберігся. Найбільш автентичними вважаються копії, перша з яких наведена в документах інквізиційного процесу, друга (XV ст.) вважається втраченою, проте з неї зберігся список XVIII століття (нині в Національній бібліотеці Франції), а також скорочений текст зі змінами наведений у «Щоденнику Орлеанської облоги і подорожі в Реймс», а також в «Хроніці Діви» і «Реєстрі Дофіна», приписуваному Матьє Томассену. Копія XVIII ст. зберегла приписку з іменем адресата — «Герцогу Бетфорду, що називає себе регентом Франції, а також його ставленикам, що обретаються під Орлеаном». Ця копія довша за рахунок кількох пояснень и доповнень — так, до речення «Знайте, що Владика Небес дасть Діві силу, котра переважить все, що ви здатні кинути в бій, у неї є добре військо; і скоро ми побачимо, на чиєму боці правда — Владики Небес» додано «чи вашому», в документах інквізиційного процесу ці слова, далебі, були опущені як незначимі чи прямо протирічні настрою англійського трибуналу.

Лист був складений під час руху військ д'Арк на допомогу обложеному Орлеану. За згадками зброєносця Жанни Тібо на процесі реабілітації, перший варіант листа складався в Пуатьє і був продиктований Жану Еро.
Вона ж, пересвідчившись у нього, чи є в нього в наявності папір і чорнило, сказала: «Запишіть за мною наступне: Ви, Суффорт, Классідас і Ла Пуль, я наказую вас іменем Владики Небесного, щоби ви вирушали назад в Англію.»— (Зі свідчень на Процесі Реабілітації, записано латиною).

## Третій лист англійцям[4]

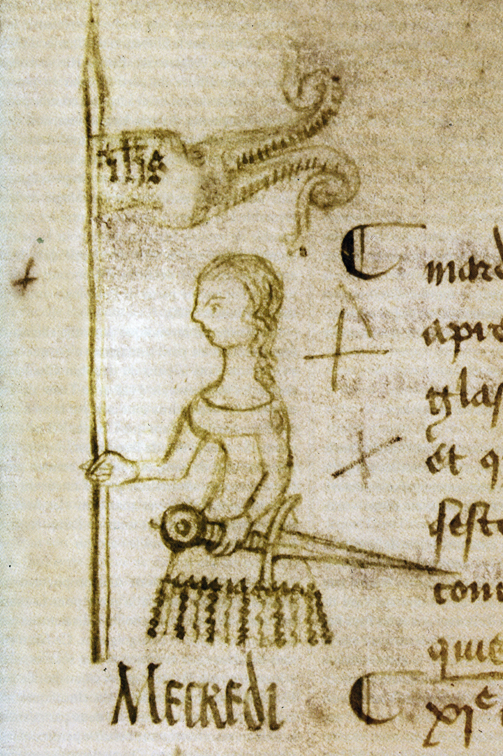
Малюнок писаря Клемана Фокемберга на полях реєстру паризького Парламенту - єдине прижиттєве зображення Жанни д'Арк

Написаний в Орлеані 5 травня 1429 після першої перемоги обложених, що захопили англійський форт Сен-Лу, лист є останньою спробою вирішити справу миром, а також змусити англійців відпустити затриманого герольда д'Арк (оскільки його затримка була кричущим порушенням правила недоторканності вісника). Лист обернули довкола стріли і випустили з лука біля початку зруйнованого мосту. Англійці відповіли на послання образами і прокльонами.
Оригінал не зберігся, текст відомий тільки зі свідчень духівника д'Арк Жана Пакереля на Процесі Реабілітації, записаних латиною.

## Лист жителям Турне
Написаний 25 червня 1429 під час Луарської кампанії, коли після звільнення Орлеана французька армія під командуванням Жанни, майже не зустрічаючи спротиву, пройшла від Орлеана до Реймсу, де й відбулась коронація Карла VII. В листі д'Арк повідомляє населення Турне про полон Саффолка і його брата Томаса де ла Поля в битві при Пате, а також про загибель Джона де ла Поля і Вільяма Гласдейла, і запевняє, що по скорому часі коронація відбудеться, щоб таким чином підняти бойовий дух містян, що боялися можливої облоги.
Лист вперше виявлено й опубліковано Фредеріком Енебером у виданні Archives Historiques et Litéraires (1837, т. 1, ст. 20). Оригінал листа зберігся в міському архіві, але був страчений під час Другої світової; копія ( середньофранцузькою), однак, існує й донині в т. зв. «Реєстрі рішень знаменних коллежів» (Турне). Зберігається в міському архіві, номер зберігання — Q 125.

## Лист жителямТруа
Написаний 4 червня 1429 в Сен-Фалі, під час «Луарської кампанії». Труа, де стояв англійський гарнізон, відмовилося відкрити ворота перед військом д'Арк, и було вирішено почати облогу міста. Лист призначався для переконання населення міста до добровільної здачі, що й відбулася.
Оригінал не зберігся. Відомий список, зроблений в кін. XV ст. багатим містянином Реймса Жаном Рож'є. Існує кілька копій, найбільш збережена з яких нині знаходиться в бібліотеці Реймса.

## Листгерцогу Бургундському
Адресований герцогу Філіпу Доброму, діяльному союзнику англійців, є спробою переконати його до миру. В листі д'Арк нагадує йому про своє перше послання (не збереглось) і корить за те, що герцог лишив без відповіді її запрошення прибути на коронацію Карла VII.
написане 17 липня 1429 в Реймсі, в день коронації. Збереглось в оригіналі, пергамент не підписаний. Знаходиться в Архіві Північних Департаментів (Лілль, Франція).

## Перший лист жителямРеймса
Написаний 5 серпня 1429 в Провені. Йдеться про перемир'я, укладене між військами д'Арк і герцога Бургундського, котрого вона зобов'язується дотримуватись «із поваги до названого принца». Без підпису. Збереглось в оригіналі, до початку XX ст. належало родині д’Арк, зокреам, в 1620 його власником був Шарль дю Ліс, потомок одного з братів Жанни. Факсиміле листа вперше знято графом Конрадом де Малессе-Меленом, опубліковано Ж. Кешра. Перейшло у власність Реймса і зберігалося в міському архіві. Нині знаходиться в Музеї історії Франції.

## Листграфу д’Арманьяку
Написаний 22 серпня 1429 в Комп'єні і є відповіддю на лист графа, що запитував д'Арк, кого з трьох пап-суперників вона шанує. Відповіддю Жанни було «того папу, котрий в Римі». Оригінал середньофранцузькою не зберігся. Лист відомий з документів звинувачувального процесу, де використовувався як «доказ» приписуваної д'Арк недовіри до церкви.

## Лист жителямРіома

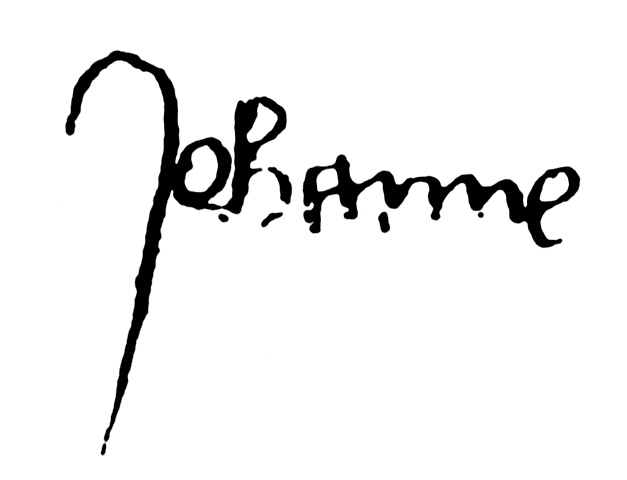
Підпис Жанни д'Арк, що зберігся на листі до населення Ріома

Написаний 9 листопада 1429 в Мулені середньофранцузькою, зберігся в оригіналі. Несе на собі перший з трьох збережених підписів — «Жанна» (Jehanne). Містить прохання до населення Ріома прислати їй гарматний порох і воєнне спорядження «потрібні для облоги Ла Шарите-сюр-Луар». Виявлений серед документів, що зберігалися в ратуші Ріома, в 1884 році. Запечатаний червоним воском, дотепер зберігся тільки реверс. Першопочатково на печатці проглядався відбиток пальця і введена у віск за звичаями часу чорна волосина. В 1891 році саме ця частина зникла за неясних обставин. Написаний на папері з філігранню «латна рукавиця». Нині зберігається в міському архіві Ріома, номер зберігання — АА-33.

## Другий лист жителям Реймсу
Написаний в Сюллі-сюр-Луар 16 березня 1430 середньофранцузькою, зберігся оригінал з підписом «Жанна» (Jehanne) на папері з філігранню «бик». Також відома копія, зроблена Нож'є в XVIII ст., що містить кілька неточностей. Належав родині д’Арк, виставлений на продаж у 1965, але після втручання Міністерства Культури з торгів знятий. 17 лютого 1970 викуплений за 150 тисияч франків Віктором і Етьєнном Лансонами разом з П'єром Леві та безкоштовно переданий меру Реймса Жану Тетінже, і досі в архіві міста.

## Третій лист жителям Реймса
Написаний в Сюллі 28 вересня 1430, зберігся в оригіналі; містить третій і останній з нині відомих підписів — Jehanne. Зберігається в сім'ї Малессі-Мелон — прямих потомків одного з братів Жанни.

## Гуситам(«богемськимєретикам»)
Написаний 23 березня 1430. Стиль вельми загрозливий — «богемським єретикам» наказується повернутися в лоно католицької церкви, інакше проти них будуть висунуті війська. Текст викладений латиною і підписаний духівником д'Арк — Жаном Пакерелем. З усіх цих нехарактерних рис часто висновують, що д'Арк не мала стосунку до цього листа. Також існує гіпотеза, що лист виготовлено німцями під час гуситських воєн як спробу вплинути на керівників повстання, серед яких авторитет Жанни д'Арк був достатньо високим. Латинський оригінал знайдений у віденському архіві, опублікований разом з німецьким перекладом де Ормейром в 1834 році.

## Втрачені листи[7]
- Дофіну Карлу (біля 21—22 лютого 1429, Сен-Катрін-де-Ф'єрбуа). Згадувався на допиті Жанни під час інквізиційного процесу. «Я ж надіслала королю лист, питаючи, чи буде мені дозволено прибути до нього, в місто, в якому він тоді перебував, бо я вже залишила позаду п'ятдесят льє єдино щоб дістатись до нього і прийти йому на допомогу, а також повідомити йому добрі вісті. Згадується, в сказаному листі я також писала, що зумію впізнати його серед всіх інших».
- Батькам (біля 21—22 лютого 1429, Ф'єрбуа). Згадувався на допиті Жанни під час інквізиційного процесу. «Я писала їм, і вони мене пробачили».
- Клірикам церкви Св. Катерини, що в Ф'єрбуа (березень — квітень 1429). За свідченнями д'Арк на інквізиційному процесі, вона згідно з розпорядженнями «голосів» побажала отримати меч, ніби схований за престолом церкви. Меч дійсно вдалось відшукати, і довгий час він служив своїй володарці. «Я писала клірикам, що були там, питаючи, чи їм завгодно, щоб названий меч дістався мені, вони ж у відповідь надіслали його мені».
- Другий лист англійцям, що обложили Орлеан (кінець квітня — початок травня 1429). Згадується в листі, відомому зі свідчень Пакереля на процесі реабілітації. «Я писала Вам двічі, і більше писати не маю наміру».
- Герцогу Бургундському (кінець червня 1429). Містив запрошення забути ворогування і прибути в Реймс на коронацію Карла VII. Вочевидь, залишено без відповіді, за що д'Арк докоряє герцогу в другому посланні.
- Людям Труа (21 вересня 1429, Жиєн. «На сказаному зібранні оголошені були також деякі листи, Жанни Діви, писані в Жиєні, в XXII день сказаного місяця, в яких вона представляється сказаним мессерам і повідомляє їх про те, що сталося з нею, і серед іншого про поранення, нею отримане під Парижем».
- Людям Клермона (сумісно з конетаблем д’Альбре; 7 листопада 1429). Згадується в «Книзі пам'яті і звершень Клермона, чи Собачій книзі»: «Також варто пам'ятати, що Жанна Діва, посланниця Бога, сумісно з монсеньйором Лебре в VII день листопада, року тисяча чотириста двадцять дев'ятого, направили жителям Клермона лист, в якому сказано було, щоб місто зволило поставити їм гарматний порох, артилерію і інше воїнське спорядження, потрібне для облоги Ла Шаріте».[9]
- Невідомим адресатам (1429?) — листи згадуються в рахунковій книзі Комп'єні за 1428—1429 роки. «Тассару дю Тійе за подорож як в Комп'єнь, так і в инші місця до короля і господаря нашого, для передачі й отримання вістей, під час котрих подорожей він доставляв листи Діви, що була при особі короля, котра подорож відняла в нього XV днів, і повернення з котрої прийшлось на XVI день сказаного серпня місяця — CV солей». Там же, нижче: « Йому ж, за подорож в Сен-Дені і инчі місця, до короля і господаря нашого, для передачі й отримання вістей, під час котрої подорожі він доставив листи від сказаного сеньйора і Діви, і котра подорож відняла у нього XVIII днів, і повернення з котрої прийшлось на XIV день вересня — CV солей і IX деньє».
- Королю (біля 20 листопада 1429, Монфокон). Стосувався відношення до Катерини де ла Рошель, яка теж запевняла, що чує небесні голоси, котрі вимагають від неї допомогти Франції. Згадане на допиті 3 березня під час інквізиційного процесу.
- Магістратам міста Тура (січень 1420). Згадується в реєстрах мерії Тура. Д'арк просить магістрат видати від її імені Евуат Польнуар, дочці художника, що брав участь в створенні для неї знамені, нагороду в честь її весілля: «від імені Діви Жанни, котра прибула в назване королівство до його короля, щоб воювати на його стороні, говорячи притім йому, ніби її воля Владики Небес подвигла її проти англійців, ворогів сказаного королівства, котра Жанна писала місту, просячи, щоб сказаній дівиці заради весілля її сказане місто видало нагороду в сумі ста екю». Прохання виконане не було, оскільки магістрат, за його власними запевненнями, міг тратити міську казну виключно на нужди оборони, однак повноважні особи міста постановили відвідати весілля Евуат Польнуар, де нареченій були піднесені «1 сетьє пшениці і 4 посудини [білого] вина, всього на суму 4 турських ліври і 20 солей».